# Barony by writ
Barony by writ ist ein Begriff aus dem englischen Adelsrecht. Eine solche Baronie ist eine der beiden Arten, in der im mittelalterlichen England und danach (bis 1722) eine erbliche Baronie mit einem Sitz im Oberhaus geschaffen werden konnte.

## Historische Entwicklung
Ursprünglich gab es in England nach der normannischen Eroberung keinen erblichen Titel eines Barons. Barone wurden allerdings häufig die großen Landbesitzer genannt, die mehr als 13½ Ritterlehen besaßen. Da es sich nicht um einen Titel handelte, wurden die Inhaber solcher großen Lehen in Urkunden meist nicht als Barone, sondern als dominus, liber baro oder einfach nach ihrem Besitz benannt (etwa John of soundso). Nach und nach bürgerte sich für diese Herren später die Bezeichnung barony by tenure (etwa: Baronie durch Amtszeit) ein, ohne dass damit ein adelsrechtlicher Zustand beschrieben wurde. Solche Barone waren z. B. die in der Magna Carta genannten Barone, die König Johann Ohneland 1215 zwangen, gewisse Grundrechte zu achten und Privilegien zu bewilligen.
Da der König zur Ausübung der Regierungsgewalt des Rates bedurfte, berief er zu regelmäßigen Ratssitzungen Männer seines Vertrauens ein, die nicht schon auf Grund ihrer Ämter und Stellung im Staat zu seinen Ratgebern gehörten, z. B. Bischöfe, Earls und Inhaber von Kronämtern. Diese Vertrauten des Königs wurden von ihm durch eine Aufforderung, zu den regelmäßigen Ratssitzungen zu erscheinen, einen sogenannten Writ of Summons, in den Rat berufen. Dies geschah erstmals 1265. Es war zwar ursprünglich nicht die Absicht des Königs, auf diese Weise einen erblichen Adelstitel Baron zu schaffen, aber nach und nach wurde aus diesen Einberufungen (die Einberufenen führten den Titel Baron) ein erblicher Anspruch der Nachkommen des Berufenen, ebenfalls berufen zu werden. So entstand der erbliche Titel Baron und die barony by writ.
Dass nicht von Anfang an in dieser Schöpfung die Schaffung einer erblichen Peerwürde beabsichtigt war, ergibt sich auch daraus, dass nicht alle Berufenen, die Nachkommen hatten, den Titel und den Sitz im Oberhaus vererben konnten. Auch wenn der jeweilige König meistens den Erben seines Ratsmitgliedes nach dessen Tod ebenfalls in den Rat berief, geschah dies nicht immer. Je öfter aber im Laufe des 14. und 15. Jahrhunderts Nach- und Nachnachkommen berufen wurden, umso mehr verfestigte sich gewohnheitsrechtlich die Auffassung, bei der barony by writ handele es sich um eine besondere Form zur Schaffung eines erblichen Titels. Spätestens seit Beginn des 16. Jahrhunderts war dies rechtlich allgemein anerkannt. Das zeigte sich besonders auch daran, dass bei Fehlen eines männlichen Erbens der Titel nicht erlosch, sondern auch an eine Tochter vererbt werden konnte. In diesem Fall konnte deren Ehemann, da Frauen nicht Mitglied des Oberhauses sein konnten, ins Oberhaus stellvertretend für seine Frau eintreten, aber nicht aus eigenem Recht, sondern Iure uxoris (lat. aus dem Recht der Ehefrau).
Neben den Baronien by writ gab es seit dem 14. Jahrhundert auch noch eine andere Art, zum erblichen Baron ernannt zu werden: Dies geschah durch einen förmlichen Adelsbrief, den der König einem verdienten Vasallen ausstellte. Diese Erhebung durch Letters Patent erfolgte erstmals 1389 für John de Beauchamp durch König Richard II., der Beauchamp zum Baron Beauchamp of Kidderminster erhob. Von diesem Zeitpunkt an wurden immer öfter Baronien by Letters Patent geschaffen, unter Heinrich VI. allein 11, während die Zahl der ursprünglich allein bestehenden Möglichkeit, erblich Baronien über das Institut der barony by writ zu schaffen, erst langsam, dann immer schneller außer Gebrauch kam, bis 1722 mit der Baronie Percy zum bisher letzten Mal eine barony by writ geschaffen wurde.

## Rechtliche Ausgestaltung der Baronie by writ
Die barony by writ ist im Gegensatz zur Barony by Letters Patent nicht nur an männliche Titelträger vererblich. Während die Barony by Letters Patent erlischt, wenn keine männlichen Nachkommen des ersten Titelträgers mehr existieren, ist die barony by writ auch an weibliche Nachkommen vererbbar. Hat also ein Titelträger nur Töchter, so erben sie zur gesamten Hand. Allerdings darf den Titel nur eine Person führen. Bei nur einer Tochter erbt diese den Titel und vererbt ihn dann weiter an ihren ältesten Sohn. Sind mehrere Töchter vorhanden, ruht der Titel, bis nur noch ein erbberechtigter Nachkomme vorhanden ist. Ist das nicht der Fall, fällt die Baronie in Abeyance, d. h. sie ruht dann so lange, bis einer der Nachkommen der Familie, die den Titel geführt hatte, an die Krone petitioniert, das Ruhen zu beenden und ihm den Titel zuzusprechen. Wenn das Committee for Privileges and Conduct des Oberhauses nach Prüfung der vorgelegten Urkunden feststellt, dass der Petent erbberechtigter Nachkomme der Familie ist, berichtet das Committee der Krone, in deren Ermessen es dann liegt, den ruhenden Titel dem Petenten zu restituieren. Da es keine zeitlichen Grenzen für Gesuche um Beendigung des Ruhenstatbestandes gibt, dauert es häufig sehr lange, manchmal Jahrhunderte, bis eine abeyance beendet wird und der neue Titelträger feststeht. Beispiele zur besseren Veranschaulichung dieser Rechtspraxis liefern die Biographien der Marcia Pelham, Countess of Yarborough oder ihrer Schwester Viola Lane-Fox. Zurzeit (Stand 2012) gibt es deutlich über hundert abeyant baronies by writ und etwa 40 Träger einer bestehenden derartigen Baronie. Ältester Titel ist der eines Barons de Ros, geschaffen 1264. Er wird daher offiziell als Premier Barony of England (Erste Baronie Englands) geführt.